# Ambystoma lermaense
Espèce
Synonymes
- Siredon lermaensis Taylor, 1940 "1939"

Statut de conservation UICN

 EN B1ab(iii,v)+2ab(iii,v) : En danger
Statut CITES
Ambystoma lermaense est une espèce d'urodèles de la famille des Ambystomatidae.

## Répartition
Cette espèce est endémique du centre de l'État de Mexico au Mexique. Elle se rencontre entre 2 800 et 3 000 m d'altitude dans les environs de Toluca dans le río Lerma et le lac Lerma et dans les environs de Almolya.

## Étymologie
Son nom d'espèce, composé de lerma et du suffixe latin -ense, « qui vit dans, qui habite », lui a été donné en référence au lieu de sa découverte, le río Lerma et le lac Lerma.

## Publication originale
- Taylor, 1940 "1939" : New salamanders from Mexico, with a discussion of certain known forms. University of Kansas Science Bulletin, vol. 26, no 12, p. 407-430 (texte intégral).